# Ptisana pellucida
Ptisana pellucida är en kärlväxtart som först beskrevs av Karel Presl, och fick sitt nu gällande namn av Murdock. Ptisana pellucida ingår i släktet Ptisana och familjen Marattiaceae. Inga underarter finns listade i Catalogue of Life.